# Martina Ladurner
Martina Ladurner (* 26. November 1969 in Meran) ist eine italienische Politikerin aus Südtirol.

## Ausbildung und Beruf
Ladurner absolvierte an der Universität Innsbruck ein Studium der Politikwissenschaft, das sie mit einer 1994 eingereichten Diplomarbeit zum Thema Nation abschloss. Anschließend war sie für kurze Zeit als Mittelschullehrerin tätig, arbeitete beim Südtiroler Hoteliers- und Gastwirteverband (HGV) und in der Generaldirektion des Meraner Sanitätsbetriebs.
Ladurner ist verheiratet, hat eine Tochter und lebt seit ihrer Kindheit in Algund. 2007 gründete Ladurner mit anderen Frauen den Verein mamazone Südtirol. Sie engagiert sich auch für herzkranke Kinder und ist Gründerin und Präsidentin des Vereins Kinderherz, sowie seit 2009 Geschäftsführerin des Meraner Vereins Die Kinderwelt.

## Politik
Ladurner wurde 1995 erstmals in den Gemeinderat von Algund gewählt; von 2000 bis 2001 war sie Vize-Bürgermeisterin des Dorfes. 1998 kandidierte sie auf der Liste der Südtiroler Volkspartei für den Landtag und damit gleichzeitig den Regionalrat Trentino-Südtirol. Sie verpasste zwar den Einzug, konnte allerdings 2001 für den in den Senat gewählten Alois Kofler nachrücken. Bei den Wahlen 2003 konnte Ladurner ihr Mandat verteidigen, das sie bis 2008 innehatte. Nachdem Ladurner eine Wiederwahl zunächst verfehlt hatte, rückte sie am 9. April 2013 erneut in den Landtag nach, da Hans Berger in den Senat gewählt worden war. Vor den Landtagswahlen 2013 verzichtete sie auf eine erneute Kandidatur und schied somit aus der aktiven Politik aus.